# Alucarda
Alucarda è un film horror del 1977 diretto da Juan López Moctezuma.

## Trama
Nel 1865 la madre di Alucarda, prima di morire di parto, esprime il desiderio che sua figlia possa crescere e vivere in un convento gestito da suore. All'età di 15 anni Alucarda fa amicizia con un'altra ragazza orfana, Justine. Un giorno rincorrendosi in un bosco vengono fermate da un misterioso zingaro che propone alle due ragazze l'acquisto di amuleti in grado di allontanare i demoni. Fuggendo spaventate dallo strano incontro raggiungono un castello abbandonato. Alucarda propone a Justine di entrarci e contemporaneamente le confessa di essere innamorata di lei. Nel frattempo Alucarda nota che in quella stanza vi è una bara e decide di aprirla. Da quel giorno le due ragazze verranno possedute dalle forze del male.

## Distribuzione
L'anteprima del film fu proiettata il 10 marzo 1977, in Francia, presso il Paris Festival of Fantastic Films. Ad ottobre dello stesso anno fu proiettato in Spagna allo Stiges Film Festival. Uscì nei cinema del Messico il 26 gennaio 1978.